# Angelina Soares
María Angelina Soares Gomes (Salvador, Estado de Bahía, 1905 - Río de Janeiro, 1985) fue una escritora anarquista, actriz, feminista e impulsora del anarquismo feminista brasileña durante el siglo XX.

## Biografía
Vivió en Santos, desde 1910 a 1914 con su familia, donde comenzó a conocer el anarquismo, en parte por influencia de su hermano Florentino de Carvalho (nacido Primitivo Raimundo Soares); el que también influyó en su madrastra Paula Soares.  De profesión, fue bordadora. 
En 1914, volvió a São Paulo yendo a vivir en la calle Bresser, Barrio de Brás, participando activamente de las organizaciones anarquistas locales. Primero ayudó a su hermano a producir y a distribuir el periódico Germinal-La Barricata, publicado en portugués, y en italiano. Luego fue profesora en las escuelas modernas libertarias de la época, localizadas una en la avenida Celso García, y otra en la rúa de Oriente.
Su primer artículo para la prensa anarquista se titulaba A Guerra  y fue publicado en el periódico A Lanterna, editado por Edgard Leuenroth. Después colaboró con el diario A Voz da União, producido por Souza Passos, y para el periódico A Voz dos Garçons, editado por Nicolau Parada,  que más tarde moriría en el campo de concentración de Oiapoque. También escribió para A Plebe, y para la revista Phrometeu, editada por su sobrino Arsênio Palacio, y para O Libertário, publicada por Pedro Catalo en la década de 1960. 
En São Paulo, Angelina ayudó a fundar y a administrar por algún tiempo el "Centro Femenino de Educación", anticipándose con sus ideas, en más de medio siglo, a las feministas de nuestros días.
En 1923, la familia Soares viajó a Río de Janeiro estableciendo su residencia en la rúa María José, Barrio de Penha. En Río, Angelina y sus hermanas Matilde, Antônia e Pilar formaron el "Grupo Renovação e Música". Angelina Soares falleció en Río de Janeiro en 1985. 

## Honores

### Epónimos
- Calle Angelina Soares, barrio de Resgate, Salvador[4]
- Calle Maria Angélica Soares Gomes, barrio de Jardim Matarazzo, São Paulo[5]